# Bisão-antigo
O Bisão-antigo (Bison antiquus) foi o grande herbívoro mais comum do continente norte-americano há mais de 10.000 anos, e é um ancestral direto do bisão americano vivo.
Durante a época posterior Pleistoceno, entre 240 mil e 220 mil anos atrás, Bisonte-da-estepe, migraram da Sibéria para o Alasca. Esta espécie habitou partes do norte da América do Norte durante todo o restante do Pleistoceno. No entanto, Bison priscus foi substituído pelo Bisão-de-cornos-longos, Bison latifrons, e um pouco mais tarde por Bison antiquus. Os maiores B. latifrons parece ter morrido por cerca de 20.000 anos atrás. Em contraste, B. antiquus tornou-se cada vez mais abundante em partes da América do Norte a partir de 18.000 até cerca de 10.000 anos, after which the species appears to have given rise to the living species, Bison bison. após o qual a espécie parece ter dado origem às espécies vivas, Bison bison. B. antiquus é o maior herbívoro dos mamíferos recuperados de La Brea.
B. antiquus era mais alto, tinha ossos e chifres maiores e foi 15-25% maior do que o total bisão moderno: Ele chegou até a 2,27m de altura, 4,6m de comprimento e um peso de 1588 kg. De ponta a ponta, os chifres de B. antiquus mediam cerca de 1 metro.

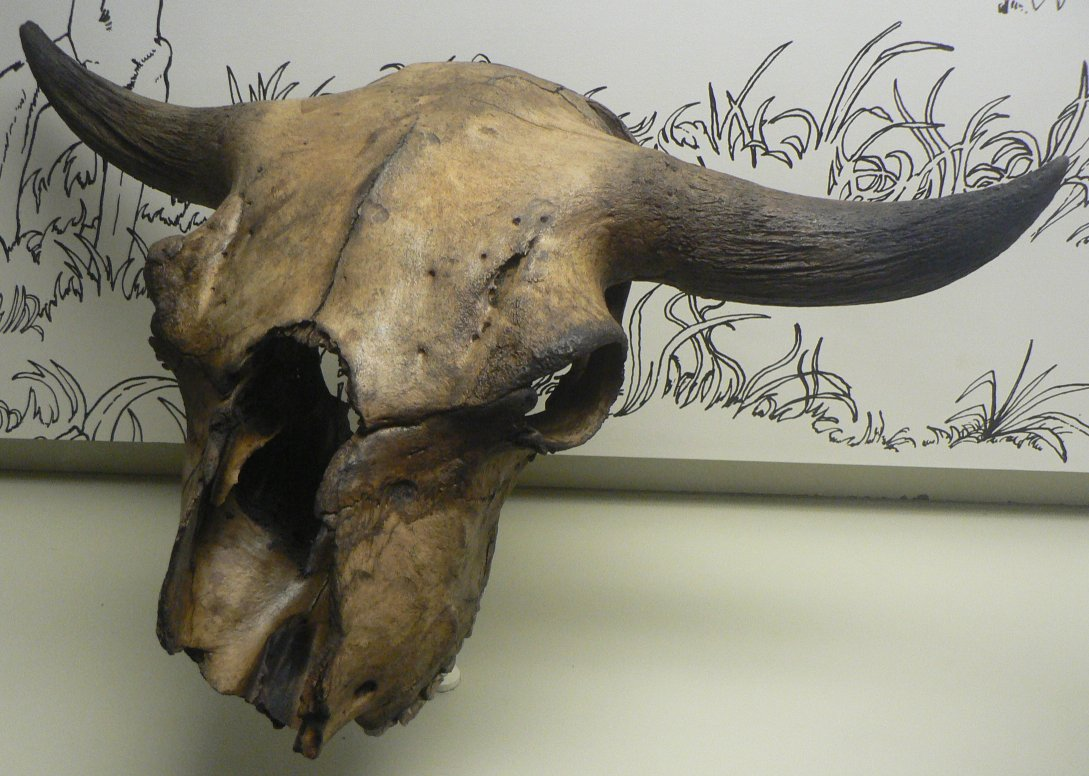
Crânio de Bison antiquus

Um dos melhores sítios arqueológicos para ver esqueletos semi-fossilizadas de mais de 500 indivíduos de Bison antiquus é o Sítio arqueológico Hudson-Meng operado pelo Serviço Florestal dos EUA, 29 km a noroeste de Crawford, Nebraska. Uma série de lanças e pontas de projétil do período Paleoamericano foram recuperados em conjunto com os esqueletos de animais no local, que é datada de cerca de 9.700 a 10.000 anos atrás. A razão para o "die-off" (morte em massa) de tantos animais em um local compacto ainda está em conjecturas, alguns profissionais afirmam que foi o resultado de uma bem sucedida caça Paleoamericano, enquanto outros sentem o rebanho morreu como resultado de algum dramática evento natural, a ser posteriormente eliminado por seres humanos. Indivíduos de Bison antiquus de ambos os sexos e uma gama típica de idades foram encontrados no local.